# 崔麟
崔 麟（チェ・リン、1878年1月25日 - 1958年12月）は、日本統治時代の朝鮮における天道教の幹部。独立運動家から親日派へ転向した人物として知られている。本貫は海州。号は古友（コウ、고우）、天道教道号は如庵（ヨアム、여암）。創氏改名時の日本名は佳山麟（かやま・りん）。

## 人物
咸鏡南道咸興に生まれる。幼少期に漢学を学んでいる途中、漢城へ渡り、開化派の青年達と交流を持つようになる。1902年に、日本の陸軍士官学校を卒業した朝鮮人青年将校達が中心なって起こした一心会組織事件へ関与したことにより、日本へ亡命した。
第一次日韓協約の締結された1904年には、皇室特派留学生に選抜され、東京府立第一中学校に入学した。翌1905年に同中学の勝浦鞆雄校長が、「朝鮮人に教育は不必要だ」と発言したことに抗議して、同盟休校（ストライキないしボイコット）を起こし、このことが原因で退学処分を受けた。第二次日韓協約の締結された同1905年には、日本留学生会を組織し、副会長を経て会長に選任された。1906年には明治大学に入学し、在学中は朝鮮王朝を冒涜する内容の講演があった講演場を襲撃し、営業妨害の容疑で検挙されたこともあった。1910年に帰国した後は、同じく皇室留学生だった崔南善や孫秉煕らと交流を持つようになり、以降は天道教の信者となった。
天道教によって運営されていた普成高等普通学校の校長を務める傍らで、「新民会」において活動を続け、1918年からは孫秉煕や呉世昌、権東鎮など天道教の人士と共に独立運動の方案を論議するようになり、1919年に三・一独立運動を構想した。その際、仏教界の韓龍雲、キリスト教界の李昇薫といった2つの宗教の代表者参加させることや、己未独立宣言書の起草者を崔南善とすることなどを提案した。また、同運動の3大原則として大衆化・一本化・非暴力を提示した。独立宣言書朗読の集会の直後に逮捕され、懲役3年の判決を言い渡されたが、1921年12月22日に仮出獄となった。
出獄後は、孫秉煕の死去によって求心点を失った天道教が内紛状態に陥ると、日本の承認を通じる自治論を主張し、新派を主導した。この自治論は“独立の前段階としての自治と実力養成”を意味し、これは独立の為という名分と実力養成という実利を満たすものとなるので、崔麟を含めた民族主義系列の有産階層から支持を得た。以降は、朝鮮総督府の庇護の下、自治運動組織「研政会」の復活を試みるなどの活動を行い、新幹会の旧派とは対立した。
1930年代半ばあたりからは、更に親日傾向を強め、1934年には朝鮮総督府中枢院参議に任命され、同年に日鮮融合と大東方主義を打ち立てた、日韓連合の親日組織である時中会を設立し、その際は、「真心と赤心をもって朝鮮人は帝国臣民たることを自覚、自認し、日本人は朝鮮人を真の同胞として認めなければならない。内心に爆弾と剣を抱いて日本国民でござると仮想、偽装し、同一同胞と言いながら優越感を示すならば、渾然一体の日鮮一家は成立し得ない。朝鮮の民族性を尊重し、朝鮮文化を崇拝しながらも、我々は日本帝国臣民たる事が出来、日本帝国の世界に対する使命に貢献しながら、大東亜の平和に尽力する事が出来るのである」と述べている。
1937年には総督府の機関紙である毎日新報の社長に就任し、内鮮一体を説破した。
日中戦争ならびに太平洋戦争が勃発すると、1940年に国民総力朝鮮連盟理事、1941年には朝鮮臨戦報国団団長、1945年には朝鮮言論報国会会長を務め、講演活動に奔走するなど、猛烈なまでに銃後の支援を呼びかけた。
独立後の1949年に、反民族行為処罰法で逮捕されるも、すぐに釈放された。
朝鮮戦争の際に拉北され、1956年7月、在北平和統一促進協議会中央委員を務めたが、1958年に北朝鮮で亡くなった。

## 死後の評価
2002年に発表された親日派708人名簿と、2008年に民族問題研究所が親日人名辞典に収録するために整理して発表した親日派リストの中では、中枢院・天道教の2部門において選定された。また、親日反民族行為者にも認定された。
北朝鮮においても、代表的な民族の裏切り者とされている。